# Suolijärvi (sjö i Rovaniemi, Lappland)
Suolijärvi är en sjö i kommunen Rovaniemi i landskapet Lappland i Finland. Sjön ligger 136,7 meter över havet. Arean är 1,51 kvadratkilometer och strandlinjen är 15,86 kilometer lång. Sjön  ingår i Kemi älvs huvudavrinningsområde.   Den ligger omkring 24 kilometer söder om Rovaniemi och omkring 680 kilometer norr om Helsingfors. 
I sjön finns öarna Jaturinsaari, Mäsäsaari, Purjesaari, Isosaari, Huotarinsaari, Petäjäsaari och Kotasaari. 